# Nançois-le-Grand
Nançois-le-Grand is een gemeente in het Franse departement Meuse in de regio Grand Est en telt 59 inwoners (2009).
De gemeente maakt deel uit van het arrondissement Commercy en is sinds 22 maart 2015 onderdeel van het kanton Vaucouleurs, toen het werd overgeheveld van het aangrenzende kanton Commercy.

## Geografie
De oppervlakte van Nançois-le-Grand bedraagt 8,7 km², de bevolkingsdichtheid is dus 6,8 inwoners per km².
De onderstaande kaart toont de ligging van Nançois-le-Grand met de belangrijkste infrastructuur en aangrenzende gemeenten.

## Demografie
Onderstaande figuur toont het verloop van het inwonertal (bron: INSEE-tellingen).